# Neuwiedia
Neuwiedia – rodzaj roślin jednoliściennych z rodziny storczykowatych (Orchidaceae), jeden z dwóch reprezentujących najstarszą filogenetycznie grupę w obrębie rodziny. Rodzaj obejmuje 9 lub 10 gatunków naziemnych roślin występujących na obszarze od południowo-wschodnich Chin, poprzez południowo-wschodnią Azję po Nową Gwineę i wyspy południowo-zachodniego Pacyfiku.

## Morfologia
PokrójRośliny zielne, wyprostowane, owłosione.
ŁodygaKłącze zwykle odgięte, przynajmniej częściowo wsparte na kilku tęgich korzeniach powietrznych. Łodyga prosta, sztywna i u nasady nieco drewniejąca, nie rozgałęziona.
LiścieW liczbie od kilku do licznych wyrastają raczej równomiernie na łodydze. Ich długa blaszka liściowa jest składana, u nasady zwęża się na kształt ogonka obejmującego łodygę.
KwiatyZebrane w wyprostowany, groniasty kwiatostan szczytowy. Na łodydze pod kwiatostanem obecne są łuskowate listki (sterylne przysadki). Przysadki wspierające kwiaty są większe i zielone. Kwiaty są przekręcone o 180° (jak kwiaty większości storczykowatych), jednak są niemal promieniste, a ich listki okwiatu są słabo zróżnicowane i zwykle stulone. Listki zewnętrznego okółka są nieco mięsiste. Listki okółka wewnętrznego są nieco bardziej okazałe i mają nieco inny kształt. Prętosłup jest prosty, z 3 płodnymi pręcikami, przy czym środkowy jest zwykle krótszy od bocznych. Ich pylniki cechują się zwykle nierówną długością. O ile główki pręcików są wolne, to ich nitki przylegają do słupka. Pyłek pozostaje luźny – nie jest skupiony w pyłkowiny. Słupek jest wąskocylindryczny, na szczycie z nieco powiększonym znamieniem.
OwoceTorebka sucha i pękająca lub jagoda. Dojrzałe nasiona są czarne, okryte twardą łupiną nasienną, czasem z wydłużonymi przydatkami na obu końcach.

## Systematyka
Pozycja systematyczna według Angiosperm Phylogeny Website (aktualizowany system APG IV z 2016)
Jeden z dwóch rodzajów (siostrzanym jest Apostasia Blume) w podrodzinie Apostasioideae Horaninov, stanowiącej klad bazalny rodziny storczykowatych (Orchidaceae). Storczykowate są z kolei kladem bazalnym w rzędzie szparagowców (Asparagales) w obrębie jednoliściennych.
Wykaz gatunków
- Neuwiedia annamensis Gagnep.
- Neuwiedia borneensis de Vogel
- Neuwiedia elongata de Vogel
- Neuwiedia griffithii Rchb.f.
- Neuwiedia inae de Vogel
- Neuwiedia siamensis de Vogel
- Neuwiedia singapureana (Wall. ex Baker) Rolfe
- Neuwiedia veratrifolia Blume
- Neuwiedia zollingeri Rchb.f.